# Lipova
Lipova je město v rumunské župě Arad. Ve městě žije přibližně 10 tisíc obyvatel. Město leží na řece Mureș.
Administrativní součástí města jsou i vesnice Radna a Șoimoș.